# Numfoor
Numfoor (Numfor) – wyspa w Indonezji u wybrzeży Nowej Gwinei na Oceanie Spokojnym; leży w zachodniej części wejścia do zatoki Cenderawasih w grupie wysp Schoutena; administracyjnie należy do prowincji Papua; powierzchnia 335,1 km²; długość linii brzegowej 95,5 km; ok. 7 tys. mieszkańców.
Powierzchnia nizinna (wysokość do 204 m n.p.m.), porośnięta lasem równikowym; uprawa palmy kokosowej; rybołówstwo. Główna miejscowość – Namber.